# 新井淑子 (音楽家)
新井 淑子（あらい よしこ、1949年 - ）は、フィンランド在住、福岡県・現北九州市出身のヴァイオリニスト。夫はフィンランド人のチェロ奏者セッポ・キマネン。

## 来歴
1949年、福岡県戸畑市（現北九州市戸畑区）に生まれる。1968年東京芸術大学付属高校卒業後、同年秋フランス政府給費留学生としてパリ音楽院へ留学。翌1969年プルミエ・プリ獲得にてパリ音楽院卒業。夫のフィンランド人チェリスト、セッポ・キマネンと共に1970年クフモ室内楽音楽祭を創設。1980年、ジャン・シベリウスの親族より許可を得てジャン・シベリウス弦楽四重奏団を結成する。1984年から1992年までシベリウス音楽院で教鞭をとる。1988年、世界初めてシベリウスのヴァイオリンとピアノのための小品全曲を収録したCDをオンディーヌよりリリース。
夫セッポ・キマネンと共に、商業主義やスター性を無視し、独自の理念でフィンランドの寒村クフモで室内楽音楽祭を創設後、クラシック音楽界での室内楽のあり方を大きく変えた。ソロおよび室内楽奏者としてアメリカ、アジア、ヨーロッパ諸国で年間100回以上もの演奏会をこなした時期もある。ヘルシンキおよびパリで「クフモ・チェンバー・ソロイスツ」のコンサートツアーを定期的に行うなど、「クフモスピリッツ」をクラシック世界に吹き込む。

## 主な受賞歴
- 1977年、北九州市・市民文化賞受賞。
- 1994年、第2回福岡県文化賞（交流部門）受賞。
- 1999年、フィンランド政府よりプロ・フィンランディア勲章授与。
- 2005年、フランス政府より芸術文化勲章シュヴァリエ章授与。

## 日本での活動
1972年、東京でのデビュー後、各地で定期的に演奏。1988年、北九州国際音楽祭創設時の音楽監督に就任、クフモ室内楽音楽祭との連携により約10年間音楽祭を運営。
ソリスト、ジャン・シベリウス弦楽四重奏団として、またアンサンブル・クフモの仲間たちのリーダーとして定期的に国内外でプロデュース及び演奏。
演奏だけではなく、2008年にNHK『ラジオ深夜便』の「ないとエッセー」に出演した他、河口湖、高知等でもフィンランド社会について講演。
2013年4月から2014年3月まで、『毎日新聞』でコラム「北欧の風」を連載した。

## 主な収録CD
- シベリウス:ヴァイオリンとピアノのための小品集 vol.Ⅰ&Ⅱ
- シベリウス：弦楽四重奏曲ニ短調「親愛なる声」
- シベリウス：ピアノ三重奏曲ハ長調
- シベリウス：ヴァイオリンとチェロのための「水滴」
- ブラームス：ヴァイオリン・ソナタ第1番ト長調
- シューベルト：ヴァイオリン・ソナタ（ソナチネ）第1番ニ長調、第2番イ短調、第3番ト短調、第4番イ長調
- シューベルト：ピアノ三重奏曲第2番変ホ長調
- モーツァルト：ピアノ三重奏曲第3番ト長調、第5番ホ長調、第6番ハ長調
- モーツァルト：ディヴェルティメント変ホ長調 K563
- カレヴィ・アホ：弦楽四重奏曲第3番
- バークマン：弦楽四重奏曲
- コッコネン：弦楽四重奏曲
- ラウタヴァーラ：弦楽四重奏曲
- サッリネン：弦楽四重奏曲全5曲
- クフモ室内楽音楽祭ライブ録音
- 北九州国際音楽祭ライブ録音

など